# Az Egyesült Arab Emírségek az olimpiai játékokon
Az Egyesült Arab Emírségek a nyári olimpiai játékokon 1984 óta mindig részt vett, ám a téli játékokon még egyszer sem szerepelt. Az ország első olimpiai érmét a 2004-es athéni játékokon szerezte meg Ahmed el-Maktúm sportlövő, aki a dupla trap versenyszámban lett olimpiai bajnok.
Az Egyesült Arab Emírségek Nemzeti Olimpiai Bizottsága 1979-ben alakult meg, a NOB 1980-ban vette fel tagjai közé.

## Érmesek
| Érem  | Név             | Olimpia              | Sport         | Versenyszám      |
| ----- | --------------- | -------------------- | ------------- | ---------------- |
| Arany | Ahmed el-Maktúm | 2004, Athén          | Sportlövészet | Férfi dupla trap |
| Bronz | Sergiu Toma     | 2016, Rio de Janeiro | Cselgáncs     | Férfi váltósúly  |

## Éremtáblázatok

### Érmek a nyári olimpiai játékokon
| Olimpia              | Arany | Ezüst | Bronz | Összesen |
| 1984, Los Angeles    | 0     | 0     | 0     | 0        |
| 1988, Szöul          | 0     | 0     | 0     | 0        |
| 1992, Barcelona      | 0     | 0     | 0     | 0        |
| 1996, Atlanta        | 0     | 0     | 0     | 0        |
| 2000, Sydney         | 0     | 0     | 0     | 0        |
| 2004, Athén          | 1     | 0     | 0     | 1        |
| 2008, Peking         | 0     | 0     | 0     | 0        |
| 2012, London         | 0     | 0     | 0     | 0        |
| 2016, Rio de Janeiro | 0     | 0     | 1     | 1        |
| 2020, Tokió          | 0     | 0     | 0     | 0        |
| 2024, Párizs         | 0     | 0     | 0     | 0        |
| Összesen             | 1     | 0     | 1     | 2        |

## Érmek sportáganként

### Érmek a nyári olimpiai játékokon sportáganként
| Az Egyesült Arab Emírségek érmei a nyári olimpiai játékokon sportáganként | Az Egyesült Arab Emírségek érmei a nyári olimpiai játékokon sportáganként | Az Egyesült Arab Emírségek érmei a nyári olimpiai játékokon sportáganként | Az Egyesült Arab Emírségek érmei a nyári olimpiai játékokon sportáganként | Az olimpiai zászlaja |

| Sportág       | Arany | Ezüst | Bronz | Összesen |
| ------------- | ----- | ----- | ----- | -------- |
| Sportlövészet | 1     | 0     | 0     | 1        |
| Cselgáncs     | 0     | 0     | 1     | 1        |
| Összesen      | 1     | 0     | 1     | 2        |